# 鬆
鬆（す）とは、本来は均質であるべきものの中にできた空間をいう。

## 概要
「す」は和語で、「巣」と表記されることもあったが、今は「鬆」の字を主にあてる。「鬆」の音読みは「ショウ」。この漢字の字源で、「松の葉の重なりから向こうが透けて見える様から来ている」という説があるが、これは誤りである。「鬆」は形声文字のため、松の部分は単なる音符である。出版物などにおいては、ひらがなで「す」と表記されることが多い。「すが立つ」「すができる」「すが入る」などのように用いる。そのようになるさまを「すだち」ともいう。
対義語として、均質であるべきものの中にその物質が著しく固まって存在する場合、「だま」と呼ぶ。麦粉などを水に溶くときにできやすい。

## 料理・食材における「す」
ダイコンやゴボウなどの根菜類、スイカなどの果実において、「す」ができることが多い。組織が外側に向かって成長しすぎることなどが原因で、内部が割れて空間（亀裂）ができるのである。「す」ができると見た目だけではなく、味や食感に変化が見られるため商品価値は著しく落ち、通常は出荷にはいたらない。冷蔵庫などにおいて保管している際にも生じることがある。とくにスイカにおいてはその熟れ具合を手で叩いて音を聞き分けることがあるが、「す」が入っていると響きのない独特の音となるために食前にわかることがある。
また、豆腐を煮すぎた場合や、玉子豆腐、茶碗蒸し、プリンなどの蒸しものを加熱しすぎた場合、または加熱の方法が適当でなかった場合にも「す」ができる。電子レンジなどによる再加熱の際にもできる。内部の水分が沸騰し、気体である水蒸気が外に抜け出ないために泡となり、空間ができるのが原因である。内部ではなく、表面に泡ができることも「す」と呼ぶ。
パンやケーキのスポンジには、酵母やベーキングパウダーなどで故意に気泡を入れるが、この場合は、均一でない、大きな気泡が入ることをすと呼ぶ。中国語では、蒸しパンやスポンジケーキの類を「鬆糕」（ソンガオ sōnggāo）と称しているが、この場合は「すが入った菓子」という意味ではなく、「ふわふわの菓子」という意味である。
一定量の料理が、みかけはほとんど変わらないのに、内部から腐敗・変質していくさまも「す」がたつということがある。これは「す」によるものと、腐敗すると酸っぱくなることの混用と考えられる。

## 鋳物における「す」
鋳造において、鋳型に溶けた金属を流し込んだ際、それが冷却・凝固するときに、空気などのガスが内部に閉じ込められて生じる空間も「す」と呼ぶ。「す」ができた鋳物製品は強度が落ちる。使用には差し支えない場合もあるが、重大な影響が考えられる場合などは非破壊検査によって確かめる。

## 余談
- 料理用語における「すがたつ」の言葉は、料理の講座を受講している人においても、理解している人は半分程度だったとの調査結果がある[4]。
- 中華人民共和国における簡体字では、鬆は松と表記される。